# Hans Vogt
Hans Vogt (ur. 1 czerwca 1903, zm. 25 września 1986) – norweski językoznawca i kaukazolog, specjalista od języka gruzińskiego. W latach 1964–1969 był rektorem uniwersytetu w Oslo.